# Борба (югославски вестник)
Вижте пояснителната страница за други значения на Борба.
„Бо̀рба“ (на сърбохърватски: Borba, Борба) е закрит югославски вестник, издаван от 1922 до 2009 г.

## История
Основан е в Загреб (тогава в Кралството на сърби, хървати и словенци) на 19 февруари 1922 г. от Югославската комунистическа партия. Забранен е от властите на тогавашното Кралство Югославия на 13 януари 1929 г. След това излиза нелегално, включително в партизански условия: в т.нар. Ужичка република (1941), после в селата Дринич, дн. община Петровац (1942 – 1943), и Прилука, дн. община Ливно (1943), в Босна и Херцеговина.
След освобождението на Белград (1944) вестникът започва да излиза ежедневно. На 9 юни 1954 г. става официален печатен орган на Социалистическия съюз на трудовия народ на Югославия – масова обществено-политическа организация с милиони членове.
Издава се със страници на кирилица и на латиница, едновременно в Белград и Загреб от 1948 до 1987 г.
Вестникът е приватизиран през 2008 г. от бизнесмена Станко Суботич. В-к „Борба“ прекратява своето съществуване през октомври следващата 2009 г.

## Журналисти
Във вестника са работили известни журналисти и литератори, сред които е главният редактор Лазар Мойсов (1962 – 1964).